# Microceratops (sluipwesp)
Microceratops is een geslacht van de sluipwespen. Het behoort tot de Gelinae en daarbinnen tot de Acrolytina. De typesoort is Microceratops dentifrons, in 1952 benoemd door André Seyrig. Het holotype bevindt zich in het Muséum national d'histoire naturelle, zonder gepubliceerd inventarisnummer. Robert Carlson bracht de typesoort in 1979, zonder onderbouwing, onder bij Neopimpla. De soort leeft in Madagaskar. Het is niet bekend wat de gastheer is.
In 1953 werd ook een dinosauriër Microceratops benoemd die in 2008 hernoemd werd tot Microceratus.